# Hans Saler
Hans Saler (* 2. November 1947 in München) ist Extrembergsteiger und Weltumsegler. Bereits mit 14 Jahren gelangen ihm schwierigste alpine Wände und Erstbegehungen im Alleingang.
Ende der 1960er Jahre gehörte er zu den besten Bergsteigern Europas und wurde von Karl Herrligkoffer zu dessen nächster Nanga-Parbat-Expedition eingeladen. Er war gerade auf Expedition in Südamerika. Die Kosten für die Überfahrt von dort konnte Hans Saler durch den Zufall finanzieren, dass er ein Foto in La Paz machte, als Polizisten einen bärtigen Mann erschossen. Später stellte sich heraus, dass es sich um den Revolutionär Inti, den Nachfolger Che Guevaras gehandelt hatte. Dieses Foto brachte ihm eine Zeit lang genügend Geld ein.
Auch die anderen Mitglieder gehörten der damaligen Elite junger Extrembergsteiger an: Gerhard Baur, Werner Haim, Felix Kuen, Günter Kroh, Gert Mändl, Günther und Reinhold Messner, Peter Scholz, Jürgen Winkler. Im Juni 1970 erreichten vier der Teilnehmer, zuerst Günther und Reinhold Messner, dann Felix Kuen und Peter Scholz den Gipfel über die bis zu diesem Zeitpunkt undurchstiegene 4500 Meter lange und extrem schwierige Rupal-Flanke. Da beim Abstieg Günter Messner unter bis heute unklaren Umständen ums Leben kam, wurde die Expedition abgebrochen, sodass andere für den Gipfel vorgesehene Bergsteiger wie Hans Saler absteigen mussten – nachdem sie zuvor noch nach den Messner-Brüdern in der sogenannten Todeszone gesucht hatten.
Drei Teilnehmer der Expedition, Reinhold Messner, Hans Saler und der Expeditionsgast Max von Kienlin, haben ihre Erinnerungen an die Geschehnisse am Nanga Parbat in Büchern veröffentlicht. Über die lang zurückliegende „Wahrheit“ wurde   mehr als drei Jahrzehnte nach der Expedition vor Gericht gestritten.
Nach der Nanga-Parbat-Expedition ging Hans Saler nach Australien, baute dort mit einem Freund aus Sperrholz ein Mehrrumpfboot (Trimaran). Nach dreieinhalb Monaten, einer Strecke von etwa 10.000 Kilometern und einem Hurrikan erreichten sie Südafrika.
1973 gelang Hans Saler die Erstbesteigung des Dhaulagiri III. Danach durchwanderte er den damals völlig vergessenen Jakobsweg von Frankreich nach Galicien und schrieb darüber eine mehrteilige Serie für den Rundfunk – ein erster Anfang des heutigen Booms des Pilgerpfads. Anschließend baute er in München alleine eine seefeste Segeljacht, mit der er den Atlantik überquerte, noch bevor die Inneneinrichtung des Bootes fertig war. Anschließend diente das Schiff Hans Saler und seiner heutigen Frau Truus Saler viereinhalb Jahre als Wohnung und Fortbewegungsmittel über alle Weltmeere.
Heute lebt Hans Saler mit seiner Frau in Pucón in Chile.